# Sant'Angelo di Piove di Sacco
Sant'Angelo di Piove di Sacco là một đô thị thuộc tỉnh Padova vùng Veneto, tọa lạc cách khoảng 100 km về phía tây của Venezia và cách khoảng 70 km về phía tây của Padova. Tại thời điểm ngày 31 tháng 12 năm 2004, đô thị này có dân số 6.986 người và diện tích 14,0 km².
Đô thị Sant'Angelo di Piove di Sacco bao gồm các frazioni (các đơn vị cấp dưới, chủ yếu là làng) Vigorovea and Celeseo.
Sant'Angelo di Piove di Sacco giáp các đô thị: Brugine, Campolongo Maggiore, Fossò, Legnaro, Piove di Sacco, Saonara, Vigonovo.